# Јана Груба
Јана Груба Немањић је била ћерка српског краља Стефана Дечанског и полусестра српског цара Стефана Душана. Била је удата за Мрњава који је био родоначелник династије Мрњачевић. 
Јана звана Груба Немањић, рођена је у Неродимљу на Косову. Она је као млада дјевојка боравила у породичном љетњиковцу у Подластви у Грбљу, гдје је њен отац краљ Стефан Дечански имао дворац и цркву. Грбаљском жупом управљао је кнез Бојковић од 1308. године, када је краљ Милутин предао Боку на управу которској властели. Кнез Бојковић имао је дворе у селу Вишњеву. 4) Код кнеза Бојковића често су се окупљали српски владари и властела. На двор кнеза Бојковића долазила је и млада принцеза Груба, а код њега се окупљала и млада властела. Кнез Бојковић на свом двору запазио је смјерног, стаситог и наочитог властелина Мрњу. Властелин Мрња загледао се у младу принцезу Грубу. То је кнезу било по вољи, јер је Мрњу издвајао од осталих по његовим племенитим особинама. Млада Груба се одликовала мудрошћу и знањем. Родбина момка и дјевојке сагласили су се да се ова веза крунише браком. Убрзо је брак био благословен и закључен по православном обичају. Млади супружници Мрња и Груба засновали су свој породични дом у Косовом Лугу на предјелу између ријека Зете и Сушице у Горњој Зети Супружници Мрњавчевићи живјели су у свом породичном дому у Косовом Лугу. На предјелу Мрњавчевића Груде формирали су бројну породицу, у којој су имали синове: Вукашина, Јована и Гојка, а кћери Јелену и НН. 5) Мрњини синови своје рано дјетињство провели су у породичном дому на пространом предјелу Горње Зете, у коме су Немањићи имали свој љетњиковац и ловиште. Они су своје дјетинство проводили по Мрњића ливадама поред ријеке Сушице и живописног предјела званог "Јабуке". Када су браћа Мрњавчевићи стасавали они су одлазили на Немањићки двор, гдје су се припремали за војне вјештине и управљање земљом.
3) Властелин Марко (Мрња) оженио се Јаном (Грубом), кћерком краља Стефана Дечанског. Јана је добила име по својој баби Јанни мајци њеног оца Стефана. Јана је била друга жена краља Милутина. Милутин и Јанна имала су сина Стефана и кћер Ану. Ана је била удатла за бугарског цара Михаила Шишмана. Стефанова мајка Јанна била је кћер Јована севастократора Тесалије.Јованов отац Михаило II имао је византијско царско поријекло. Јован се потписивао са "Комнен, Анђел, Дука". (Пахимер Андр. III, 30 генеалошка табла). Ј. Валентини: ACTO ALBANIE, VENETA, PATRIS, SECUNDE, Мunchen, 1970, стр. 99.)
Надимак Мрња изведен је по топониму Мрњићи, мјесту у Драчевици гдје се родио Марко звани Мрња. Марко је био син Гојков (Мрњана), а унук Мрњавин.
За надимак Груба имају двије верзије. По једној верзији на старословенском језику Груба значи њежност. По другој верзији надимак Груба је дат по идили са протовестијаром Душаном Пророковићем звани Груб, властелин из Котора, који је био на Немањићком двору, као финансијски стручњак у вријеме градње манастира.
Историчари: Љ. Ковачевић, Н. Љубинковић и други истраживали су српске династије и дошли су у посјед турских докумената. У тим документима, поред осталог, дошли су до података да је најстарија кћер краља Стефана Дечанског и супруге му Теодоре звала се Јана. Назив Јана по старосрпском језику означава Божицу шума и лова.
4) Ј. Ердељановић: Стара Црна Гора, Подгорица, 1997. стр. 650 и Етнографски зборник, 20, стр. 550 и 551.